# 충주 김세렴 묘소
충주 김세렴 묘소(忠州 金世濂 墓所)는 충청북도 충주시 앙성면 본평리에 있는 무덤이다. 2017년 6월 16일 도지정문화재로 지정 예고되었다가, 2017년 8월 4일 충청북도의 기념물 제165호로 지정되었다. 묘소는 충주시 앙성면 본복마을 뒷산 구릉의 정상부에 위치하고, 봉분을 감싸는 둔덕이 존재하지 않는 등 17세기 후반(효종 15년, 1689)의 사대부가 묘제 양식을 보여주며, 아래 마을에 허목이 작성한 신도비가 남아 있다.
김세렴은 조선통신사의 상징성을 지닌 인물로 1636년 일본을 다녀오면서 많은 일화를 남겼는데, 청렴을 강조하는 ‘투금(投金)’을 하였다는 사실이 전하여 온다.

## 같이 보기
- 김세렴